# Sie war’s!

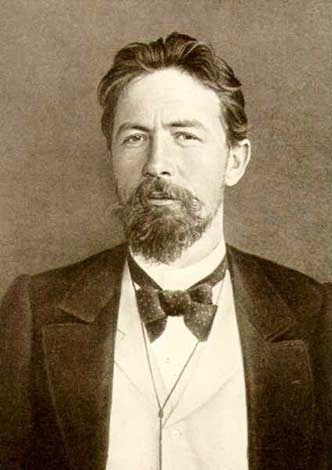
Anton Tschechow

Sie war’s!, auch Nur seine Frau! (russisch То была она!, To byla ona!), ist eine Kurzgeschichte des russischen Schriftstellers Anton Tschechow, die am 27. Dezember 1886 in der Wochenzeitschrift Oskolki erschien. Der Text wurde zu Lebzeiten des Autors ins Bulgarische, Deutsche, Norwegische, Polnische und Tschechische übertragen.

## Inhalt
Der verwitwete Oberst Pjotr Iwanowitsch Wywertow erzählt jungen Damen eine Geschichte aus jenem Jahr 1843, als er noch ein wilder Bursche war. Der mittlerweile bejahrte Herr, damals Unterleutnant und Regimentsadjutant, war seinerzeit bereits mit einer sehr hübschen Frau verheiratet gewesen.
Da wurde er ausgerechnet am Weihnachtsabend bei Tiefschnee und klirrendem Frost dienstlich von Częstochowa zu einem Schlachtschitzen, genauer, zu dem reichen polnischen Grafen Bojadlowski, in dessen Dorf Szewelki geschickt. Weil der Graf gerade eben mal in Paris weilte, wurde Wywertow von dessen Verwalter Kazimierz Chapcinski gastfreundlich empfangen. Bald schon raspelte der russische Gast mit der Frau Chapcinskis am Kamin Süßholz.
Zur Schlafenszeit wurde Wywertow vom Verwalter ein abgelegenes Gemach des abwesenden Grafen zugewiesen. Beim Gute-Nacht-Wünschen fragte ihn Chapcinski: „Fürchten Sie auch keine Gespenster?“ Vor lauter Angst löschte Wywertow die Kerze und fürchtete sich im Dunkeln weiter, bis jemand hereinkam. Zwei daunenweiche Frauenarme legten sich auf seine Schultern und ein Frauenstimmchen flötete Liebesschwüre.
Wer denn die Besucherin nun gewesen wäre, wollten die atemlos lauschenden jungen Damen vom Oberst wissen. „Das war meine Frau! … Sie übernachtete … im Nachbarzimmer“, erwiderte dieser. Die Pointe wurde dem Erzähler nicht abgenommen. Ärgerlich fügte der in die Enge getriebene, erfinderische Oberst ein neues Detail in seine ohnehin mit haarsträubenden Ausschmückungen bereits ziemlich überladene Geschichte ein; log, er habe doch erwähnt, dass seine Frau ihn begleitet habe.
Unzufrieden setzten sich die Zuhörerinnen zu Tisch und stocherten mürrisch in den Speisen. Schließlich äußerte eine der jungen Damen ihren Unmut über solches „direkt sinnloses“ Zeug. Der Oberst besann sich und gab zu, er habe gescherzt. Es sei nicht seine Frau zu ihm ins Bett gekommen, sondern die Frau Chapcinskis. Daraufhin wurden die jungen Damen wieder lustig, fragten unablässig, wendeten sich dem Essen zu und ließen es sich munden.

## Rezeption
Schklowski hat auf das Humor konstituierende Formelement Überzeichnung hingewiesen. Die Zuhörerin nötigt den Erzähler zum Umschwenken. Der Oberst genügt der Erwartungshaltung der jungen Damen.

### Verwendete Ausgabe
- Gerhard Dick (Hrsg.), Wolf Düwel (Hrsg.): Anton Tschechow: Gesammelte Werke in Einzelbänden: Sie war’s! S. 607–612 in: Gerhard Dick (Hrsg.): Anton Tschechow: Vom Regen in die Traufe. Kurzgeschichten. Aus dem Russischen übersetzt von Ada Knipper und Gerhard Dick. Mit einem Vorwort von Wolf Düwel. 630 Seiten. Rütten & Loening, Berlin 1964 (1. Aufl.)[5]

### Sekundärliteratur
- Wiktor Schklowski: Theorie der Prosa. Herausgegeben und aus dem Russischen übersetzt von Gisela Drohla. 192 Seiten. S. Fischer, Frankfurt am Main 1966 (Übersetzung der russischen Originalausgabe О теории прозы (O teorii prosy), Moskau 1925)